# NK Enkel Popovići
NK Enkel je nogometni klub iz Popovića. 
Klub je osnovan 1919. godine, a obnovljen je 2008. godine. Trenutačno se natječe u 2. ŽNL Dubrovačko-neretvanskoj. 